# Metabraxas nigromarginaria
Metabraxas nigromarginaria là một loài bướm đêm trong họ Geometridae.